# Antonin Scalia
Pour les articles homonymes, voir Scalia.
Antonin Gregory Scalia, né le 11 mars 1936 à Trenton au New Jersey, et mort le 13 février 2016 près de Marfa au Texas, est un juge de la Cour suprême des États-Unis. Titulaire de cette fonction de 1986 à sa mort en 2016, il est le doyen de la Cour au moment de son décès.
Il est partisan de l'école de jurisprudence américaine originaliste, qui soutient qu'il n'est pas dans les prérogatives d'un juge de modifier l'état du droit en interprétant la Constitution différemment du sens qu'elle avait à l'époque de son adoption. Cette doctrine fait de lui l'un des juges les plus conservateurs de la Cour.

## Origines, études et famille
Antonin Scalia est né à Trenton d'un père catholique immigré de Sicile à l'âge de 15 ans. Il passe son enfance et son adolescence dans le Queens à New York.
Il fait ses études à l'université de Georgetown (1957) et est diplômé en droit de l'université Harvard (1960).
Le 10 septembre 1960, il épouse Maureen McCarthy avec laquelle il a neuf enfants, dont Eugene Scalia. Antonin Scalia est proche du catholicisme traditionaliste (l'un de ses fils a été ordonné prêtre par la Fraternité sacerdotale Saint-Pierre), mais il fréquente l'église Saint-Joseph de Capitol Hill.
Il meurt dans la nuit du 12 au 13 février 2016 dans un ranch près de Marfa au Texas où il prenait des vacances. Il souffrait de plusieurs problèmes de santé.

## Carrière professionnelle
Scalia commence sa carrière au sein du cabinet Jones, Day, Cockley and Reavis à Cleveland (Ohio).
En 1967, il est nommé professeur de droit à l'université de Virginie. En 1971, il devient conseiller général au sein du bureau des télécommunications sous le mandat du président Richard Nixon. De 1974 à 1977, il est assistant de l'Attorney général (procureur général, équivalent de ministre de la Justice) dans le gouvernement du président Gerald Ford.
En 1978, il enseigne à l'université de Chicago puis en 1982 à celles de Georgetown et de Stanford. En 1982, le président Ronald Reagan le nomme juge à la Cour d'appel du district de Columbia.
En 1986, Reagan le nomme juge à la Cour suprême des États-Unis. Sa nomination est ratifiée au Sénat par 98 voix pour et zéro contre. Le même jour, le Sénat vote la nomination de William Rehnquist en tant que nouveau juge en chef. Il entre en fonction le 26 septembre 1986.

## Philosophie
Scalia est un partisan de la doctrine originaliste, au terme de laquelle la Constitution doit être interprétée selon ce qui était historiquement accepté à l'époque de son adoption (ou, pour un amendement, à l'époque de sa ratification). Il s'oppose ainsi à la doctrine de constitution vivante. D'après lui, donner à des juges le pouvoir d'interpréter un texte juridique selon des critères qui ne sont pas objectivement définis est un contournement du processus démocratique ; en se donnant un point fixe, l'originalisme est la méthode d'interprétation la plus respectueuse de la souveraineté populaire.
Scalia est aussi partisan d'une interprétation textualiste : le sens des énoncés juridiques ne correspond pas à l'intention de leurs auteurs mais à ce qu'en comprennent leurs destinataires. Il s'oppose à ce titre à l'utilisation des travaux parlementaires dans son travail d'exégèse juridique.
De ce fait, Scalia fut réputé comme l'un des juges les plus conservateurs de la Cour suprême. Au cours de son mandat, il lui arrivait fréquemment d'être seul, ou rejoint seulement par Clarence Thomas, dans certaines positions relatives au droit substantiel. Il considère par exemple que les femmes et les homosexuels ne jouissent d'aucune protection constitutionnelle contre les discriminations ou que la peine de mort peut être appliquée à un adolescent de 15 ans.
Cependant, en matière de procédure criminelle, son originalisme le pousse bien souvent à aller plus loin que de nombreux membres progressistes de la Cour. Il considère ainsi que l'accusation d'une personne mourante n'est pas une preuve valable contre son assassin (Michigan v. Bryant, 2011) ou que les Américains détenus à Guantánamo devraient jouir de l’Habeas corpus (Hamdi v. Rumsfeld , 2004).
Ses positions en matière de liberté d'expression sont nuancées : s'il ne considère pas que le Premier amendement garantit le droit de proférer librement des obscénités, il a voté pour censurer les lois relatives à la protection du drapeau américain (bien qu'il déclare personnellement qu'il punirait l'incendie du drapeau), ou encore les lois interdisant à des magasins de vendre à des mineurs des jeux vidéo violents.
L'humour d'Antonin Scalia est également celui qui suscite le plus souvent les rires aux audiences de la Cour suprême.

## Opinions notables
La philosophie du droit de Scalia se ressent dans ses opinions, en particulier ses opinions dissidentes dans lesquelles, parfois seul contre tous, il critique la Cour avec virulence.

### Opinions de la Cour

#### Bush v. Gore
Bien qu'il n'en soit qu'un soutien, Scalia déclara ultérieurement qu'il s'agit de l'arrêt qui lui est le plus reproché. Il se défend de tout intérêt partisan concernant son jugement,.

#### District of Columbia v. Heller
En 2008 rejoint par les quatre autres juges conservateurs, il considère que le district de Columbia ne peut interdire les armes à feu aux particuliers : « Certains pensent que le Deuxième amendement est passé de mode dans une société où notre armée est la fierté de la Nation, où des forces de police très qualifiées assurent notre sécurité et où la violence par arme à feu est un sérieux problème. C'est débattable. Mais il n'est pas débattable que ce n'est pas le rôle de cette Cour de déclarer le Deuxième amendement abrogé par extinction. » .

#### Brown v. Entertainment Mercant assn.
En 2011, rejoint par six autres juges, il déclare inconstitutionnelle l'interdiction de vendre des jeux vidéo violents aux mineurs : « L'argument de la Californie serait plus convaincant s'il y avait une tradition dans ce pays de spécialement restreindre l'accès à la violence aux enfants, mais il n'y en pas. Les livres que nous leurs donnons à lire — ou que nous leurs lisons pour les plus jeunes — ne manquent pas de sang. Les contes des frères Grimm, par exemple, sont en effet très macabres [grim en anglais]. […] Les méchantes belles-sœurs de Cendrillon s'y font picorer les yeux par des oiseaux. Hansel et Gretel (des enfants !) tuent leur ravisseuse en la faisant cuire dans un four. »

#### Utility Air Regulatory Group v. EPA
En 2014, il est l'auteur de l'opinion majoritaire qui, dans Utility Air Regulatory Group v. EPA, considère l'Agence de protection de l'environnement des États-Unis légitime à réguler les émetteurs de gaz à effet de serre (GES) déjà astreints à des autorisations pour les émissions de polluants conventionnels (autre que GES) au titre du Clean Air Act.

### Opinions concourantes

#### Baze v. Rees
Scalia écrit en 2008 pour critiquer le juge John Paul Stevens (juge à la Cour suprême de 1975 à 2010), selon lequel la peine de mort est anticonstitutionnelle : « Le juge Stevens explique "je me suis fondé sur ma propre expérience pour arriver à la conclusion que la peine de mort" est contraire à la Constitution. […] À côté de l'expérience du juge Stevens, celle des autres semble être de faible importance. Celle des législatures et du Congrès — qui maintiennent la peine de mort — est méprisée comme étant "le produit de l'accoutumance et de l'inattention et non d'un processus délibératif adéquat". Celle des scientifiques selon lesquels la peine de mort est dissuasive est reléguée à une note de bas de page. Celle de nos concitoyens qui soutiennent la peine de mort est décrite, avec ton à peine voilé de réprobation, comme "une soif de vengeance". C'est l'expérience du juge Stevens qui règne. »

#### McDonald v. Chicago
En 2010, il répond au même juge Stevens selon lequel le respect du droit aux armes à feu ne s'applique pas aux États : « Le juge Stevens exècre un système où "les majorités et les puissants groupes d'intérêt arrivent toujours à leurs fins", mais il le remplace par un système où ce sont des juges non-élus et nommés à vie qui arrivent toujours à leurs fins. »

#### DePierre v United States
En 2011, la Cour juge unanimement que le terme « base de cocaïne » dans une loi sur le trafic de drogue ne se limite pas au crack. Scalia écrit une courte opinion concourante seulement pour critiquer l'usage des travaux législatifs : « Même si le docteur Byck n'avait pas fait une conférence à un nombre indéterminé de membres du Congrès probablement somnolents à propos des "ravages causés par la consommation de cocaïne au Pérou", nous jugerions quand même que "base de cocaïne" signifie base de cocaïne. [...] Même un hypothétique rapport de la Chambre montrant l'incompréhension de la commission (ou peut-être juste l'incompréhension d'un assistant parlementaire, qui sait ?) comme quoi "base de cocaïne signifie crack" n'aurait pas pu affecter le résultat de la présente affaire. ».

### Opinions dissidentes

#### Morrison v. Olson
En 1988, la Cour déclare que la création d'un procureur indépendant (désigné par des juges puis quasi-irrévocable) ne viole pas la séparation des pouvoirs. Scalia est seul à voter contre, déclarant « je crains que cette Cour n'ait encombré la République avec une institution qui va lui causer beaucoup de dégâts ». L'existence de ce procureur indépendant eut ensuite pour conséquence le Monicagate, et le Congrès décida finalement de pas renouveler le poste qui n'existe donc plus.

#### Misretta v. United States
En 1989, il est seul à s'opposer à une loi donnant à une commission indépendante le pouvoir de fixer un guide des peines obligatoire pour les juges. Il dit : « Il y a beaucoup de bonnes lois qui ne sont pas conformes à la structure constitutionnelle dans laquelle nous vivons. Mais sur le long terme, l'improvisation de notre structure constitutionnelle en fonction de ce que nous croyons être utile aura des conséquences désastreuses ».

#### County of Riverside v. McLaughlin
En 1991, la Cour juge que la police peut garder à vue un suspect 48h avant de le présenter à un juge. Pour Scalia, les autorités sont tenues d'amener le suspect devant un magistrat aussitôt que praticable : « Cette Cour créé tantôt des droits que la Constitution ne contient pas (comme le droit à l'avortement) et tantôt supprime des droits qu'elle contient. Je pense qu'aucune de ces approches n'est correcte, ni les deux combinées ».

#### Planned Parenthood v. Casey
En 1992, rejoint cette fois par trois autres juges, il considère qu'il n'y a pas de droit constitutionnel à l'avortement (voulant alors renverser Roe v. Wade) : « Avec un ton épique, les auteurs de la décision d'aujourd'hui croient avoir ainsi mis fin à une période troublée de notre histoire. Cela évoque un portrait du chief justice Taney en 1859, deux ans après l'arrêt Dred Scott  [...] lui aussi avait cru "mettre fin à une controverse nationale en vertu de la Constitution". »

#### United States v. Virginia
Il est encore seul en 1996, s'opposant alors à l'opinion majoritaire de Ruth Bader Ginsburg. Il vote pour confirmer la politique d'une école militaire qui refuse son accès aux femmes : « Le système est détruit à chaque fois que les certitudes de notre temps sont exclues du processus démocratique et incorporées pour toujours dans la Constitution. Cette Cour critique nos ancêtres, mais eux au moins ils nous ont laissés libres de changer. Ce n'est pas le cas de cette Cour faussement libérale qui ne cesse d'introduire les unes après les autres les préférences actuelles de la société (et parfois, les préférences de la seule élite juridique) dans notre Loi fondamentale. »

#### Roper v. Simmons
En 2005, il s'oppose à la décision de la Cour qui fixe à 18 ans au moment du crime l'âge minimum pour être condamné à la peine de mort : « En appelant à la ratification d'une Constitution qui donne le pouvoir à des juges nommés à vie de rendre nulles les lois adoptées par les élus du peuple, Alexander Hamilton écrivait "Les juges n'ont ni FORCE ni VOLONTÉ, ils n'ont que du jugement" [...] Cette Cour s'autoproclame seule arbitre des valeurs morales de notre société et exerce ce pouvoir ahurissant en s'appuyant sur les Parlements et les Cours étrangers. Parce que je pense que le sens du VIIIe amendement ni d'aucune disposition de notre Constitution ne doit être déterminée en fonction de l'opinion subjective de cinq membres de cette Cour et d'étrangers du même avis, je m'oppose. »
L'affaire Roper a renversé un précédent de 1989, Stanford v. Kentucky que Scalia avait rédigé et dans lequel il avait écrit ce passage qui reste une référence depuis : « Nous rejetons la critique de l'opinion dissidente [du juge Brennan] selon laquelle notre approche en "conférant largement la fonction de définir le huitième amendement aux majorités politiques" revient à "définir la Constitution en fonction des actes des institutions que la Constitution est censée limiter". [...] L'opinion dissidente montre une incapacité à accepter que ces "institutions que la Constitution est censée limiter" incluent la Cour elle-même. Selon l'opinion dissidente, c'est à nous de trancher la question de la peine de mort des mineurs — non pas en fonction de ce que nous considérons comme originellement prohibé par le huitième amendement, ni même en fonction ce que nous considérons largement désapprouvé par la société actuelle via le processus démocratique, mais en fonction de ce que nous pensons "proportionné" ou "mesurablement conforme aux objectifs de la peine" — c'est-à-dire en fait, remplacer les juges du droit par un comité de rois-philosophes. » 

#### National Federation of Independent Business v. Sebelius
En juin 2012, il écrit en commun avec trois autres juges (Alito, Kennedy, Thomas) qui considèrent la réforme de santé Obamacare comme anticonstitutionnelle car elle dépasserait les pouvoirs conférés au gouvernement fédéral :
« La décision d'aujourd'hui affaiblit toutes nos valeurs. Au nom de la restriction du pouvoir judiciaire, elle surpasse ses compétences. Au nom de la réserve constitutionnelle, elle crée de nouvelles problématiques constitutionnelles. Au nom du fédéralisme coopératif, elle affaiblit la souveraineté des États. […] Les protections structurelles — notamment celles imposées au fédéralisme et la séparation des pouvoirs — sont effectivement moins romantiques et évidentes que celles liées à la liberté individuelle contenues dans le Bill of Rights et les amendements de la guerre civile. C'est pourquoi ces restrictions sont sous-estimées ou oubliées par nos concitoyens. Ce devrait être la responsabilité de la Cour de montrer les choses différemment, de rappeler aux citoyens que les protections structurelles de la liberté construites par les Pères Fondateurs sont les plus importantes, comme le démontre le fait qu'elles sont contenues dans le corps de la Constitution et non dans des amendements ultérieurs. La fragmentation du pouvoir est centrale pour la liberté, et si nous la détruisons, nous mettons la liberté en péril. »

#### United States v. Windsor
En juin 2013, rejoint par Thomas, il s'oppose à la décision de la Cour de déclarer inconstitutionnelle la non-reconnaissance par le gouvernement fédéral des mariages homosexuels célébrés par les États : « C'est une chose pour la société de choisir de changer ; c'en est une autre pour une Cour de l'imposer en traitant tous ceux qui la désapprouvent comme des hostes humani generis, ennemis de la race humaine. »